# 太陽醫生
《太陽醫生》（英語：The Sun Doctor）是英國演員兼作家勞勃蕭發表於1961年的小說。這是他所著的第二本小說，內容敘述一名英國醫生前往非洲行醫的故事。這本小說於1962年榮獲霍索恩登獎。